# Provincia di Alonso de Ibáñes
La provincia di Alonso de Ibáñez è una delle 16 province del dipartimento di Potosí nella Bolivia meridionale. Il capoluogo è la città di Sacaca.
Al censimento del 2001 possedeva una popolazione di 27.755 abitanti.

## Geografia antropica

### Suddivisioni amministrative
La provincia è suddivisa in 2 comuni:
- Caripuyu
- Sacaca